# A barackvirág éneke
A barackvirág éneke (hangul: 도리화가, Torihvaga, handzsa: 桃李花歌, RR: Dorihwaga; angol címén: The Sound of a Flower) 2015-ben bemutatott dél-koreai történelmi film Rju Szungnjong (Ryu Seung-nyong), Pe Szudzsi (Bae Su-ji), Szong Szebjok (Song Sae-byeok) és Kim Namgil főszereplésével. A film a phanszori (pansori) első női mesterénekesének, Csin Csheszon (Jin Chae-seon)nak az életét és mesteréhez, Sin Dzsehjó (Sin Jae-hyó)hoz való viszonyát dolgozza fel. A film koreai címe, a Torihvaga (Dorihwaga) annak a dalnak a címe, amelyet Sin tanítványához írt. Szó szerinti jelentése „A barackvirág és a szilvavirág éneke”. Pe Szudzsi (Bae Su-ji) egy évig tanult phanszorit (pansori) énekelni a szerephez.
A film Magyarországon a 9. koreai filmfesztiválon került bemutatásra Budapesten és Szegeden.

## Cselekmény
Csin Csheszon (Jin Chae-seon) korán árván marad, így egy kiszeng (gisaeng)házban nő fel. Kicsi korában egyszer szemtanúja lesz Sin Dzsehjo (Sin Jae-hyo) phanszori (pansori)előadásának, ami annyira megérinti, hogy elhatározza, énekesnő lesz. Ez azonban a 19. századi Csoszon (Joseon)ban nem lehetséges, a nők számára tiltott a nyilvános, hivatásszerű éneklés. Csheszon (Chae-seon) titokban lesi Sin iskoláját nap mint és autodidakta módon tanul, majd egy nap álruhában, fiúnak öltözve kerül be az iskolába. Sin ugyan rájön a turpisságra, de a lány szenvedélyes akaratát látva végül megenyhül és tanítványává fogadja. Csheszon (Chae-seon) felkészül a Hungszon (Heungseon) nagyherceg által rendezett énekversenyre.

## Szereplők
- Rju Szungnjong (Ryu Seung-nyong) (류승룡) mint Sin Dzsehjo (Sin Jae-hyo) (신재효)
- Pe Szudzsi (Bae Su-ji) (배수지) mint Csin Csheszon (Jin Chae-seon) (진채선)
- Szong Szebjok (Song Sae-byeok) (송새벽) mint Kim Szedzsong (김세종, Kim Se-jong)
- Kim Namgil (김남길) mint Hungszon (Heungseon) nagyherceg (흥선대원군)
- I Donghü (Lee Dong-hwi) (이동휘) mint Cshilszong (칠성, Chilseong)
- An Dzsehong (An Jae-hong) (안재홍) mint Jongbok (용복, Yongbok)